# 松䭏

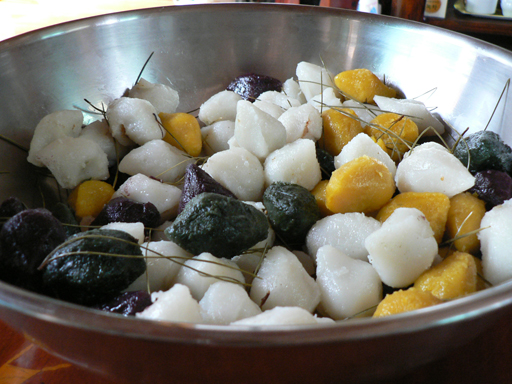
一碟韓國松䭏

松䭏（松䭏)，又稱松餅，是一種以糯米製成的朝鮮傳統食品。是朝鮮餅食的一種，朝鮮人會於他們稱為「秋夕」（추석）的中秋節食用。是朝鮮傳統文化的代表食品之一。
歷史上關於松䭏的記載最早可追溯至高麗王朝。在中秋節時會用來祭祖、食用及作為禮物送給親友，鄰居之間也常會交換自家製的松䭏。松䭏呈半月形，以芝麻、栗子泥或豆茸作餡，放於一層松針上蒸熟，帶有松香味，因而得名。搋揉糯米粉時，常會再加入一些植物的汁液，令外皮帶有不同顏色和味道，如綠色的艾蒿、粉紅色的百年草、黃色的梔子花等，色彩鮮豔，也有一些不加其他汁液、呈白色的。然後填入餡料，之後放在松針上蒸熟。由於是用作祭祖的祭品，要選用秋收最好的米，而且要全家人一起做，一面做餅一面說「德談」，「德談」就是吉利、祝福和讚美的說話。朝鮮人相信，未婚人士把松䭏做得漂亮，將來就會有美麗或英俊的配偶。
朝鮮人認為半月是由虧轉盈的意思，把滿月視為從盈轉虧，因此松䭏呈半月形，寓意進步、發展、趨向圓滿，與呈圓形、寓意圓滿的中國的月餅以及日本的月見糰子不同。
類似松䭏而形狀不同的食品會於其他節日食用。

## 腳注
1. 《Naver國語辭典》：  （页面存档备份，存于）
2. ↑  . 香港01. 2018-09-20  [2020-10-20]. （原始内容存档于2020-10-21）.